# Assia-Philippsthal-Barchfeld
L'Assia-Philippsthal-Barchfeld fu dal 1721 al 1918 uno stato del Sacro Romano Impero con la qualifica di langraviato. Esso appartenne ad una linea cadetta del langravi d'Assia-Kassel, i quali avevano designato la città di Barchfeld a propria capitale, comprendendo nello stato (sino al 1º luglio 1944) anche l'exclave di Smalcalda nell'attuale Turingia.
Iniziatore di questa linea fu il langravio Guglielmo d'Assia-Philippsthal-Barchfeld, figlio secondogenito del langravio Filippo I d'Assia-Philippsthal, col quale era iniziata la linea d'Assia-Philippsthal nel 1685.
Sede della famiglia fu il castello di Barchfeld, costruito in forme barocche tra il 1690 ed il 1732 sull'area di un precedente castello.
Nel 1866 il langraviato fu annesso dalla Prussia, che però concesse agli ex-langravi una pensione annua di 300.000 marchi, oltre al dominio dei castelli di Rotenburg e Schönfeld, dal 1880 (nel'Assia-Kassel).
Attualmente la famiglia risiede a Herleshausen.

## Langravi di Assia-Philippsthal-Barchfeld
- Guglielmo, 1721–1761
- Federico, 1761–1772
- Adolfo, 1772–1803
- Carlo, 1803–1806

Nel 1806 venne annesso al Regno di Vestfalia e nel 1813 venne restaurato sotto il dominio degli elettori d'Assia
- Carlo, 1813–1854 (restaurato)
- Alessio, 1854–1866

Nel 1866 venne annesso alla Prussia